# Jules-Désiré Messinne
Jules-Désiré Louis Messinne (Fontaine-l'Évêque, 17 december 1882 - 26 december 1961) was een Belgisch volksvertegenwoordiger en burgemeester.

## Levensloop
Messinne was doctor in de geneeskunde en directeur-generaal op het ministerie van Volksgezondheid.
Van 1932 tot 1958 was hij gemeenteraadslid van Watermaal-Bosvoorde en was er van 1947 tot 1958 burgemeester.
In 1950 werd hij verkozen tot socialistisch volksvertegenwoordiger voor het arrondissement Brussel, een mandaat dat hij vervulde tot aan zijn dood.

## Publicaties
- La lutte contre les taudis, in: Bulletin de la Santé Publique, 1939.
- Emile Vandervelde, ein grosser Belgiër, Zürich, 1948.